# Alavanca de câmbio

Modelo de posições de marcha.

A alavanca de câmbio ou manete de mudanças é uma peça de metal ligada à engrenagem de câmbio nos automóveis com transmissão manual, utilizado para mudar as marchas. Em um veículo com transmissão automática esse dispositivo é comumente denominado seletor de marchas. A alavanca de câmbio normalmente é utilizada para mudar a marcha enquanto o pé esquerdo pisa no pedal de embreagem para desengrenar o motor da cadeia cinemática e da transmissão do movimento às rodas. Veículos com transmissão automática, automatizada e os que possuem transmissão continuamente variável (CVT) dispensam a existência do pedal de embreagem.

## Posições alternativas

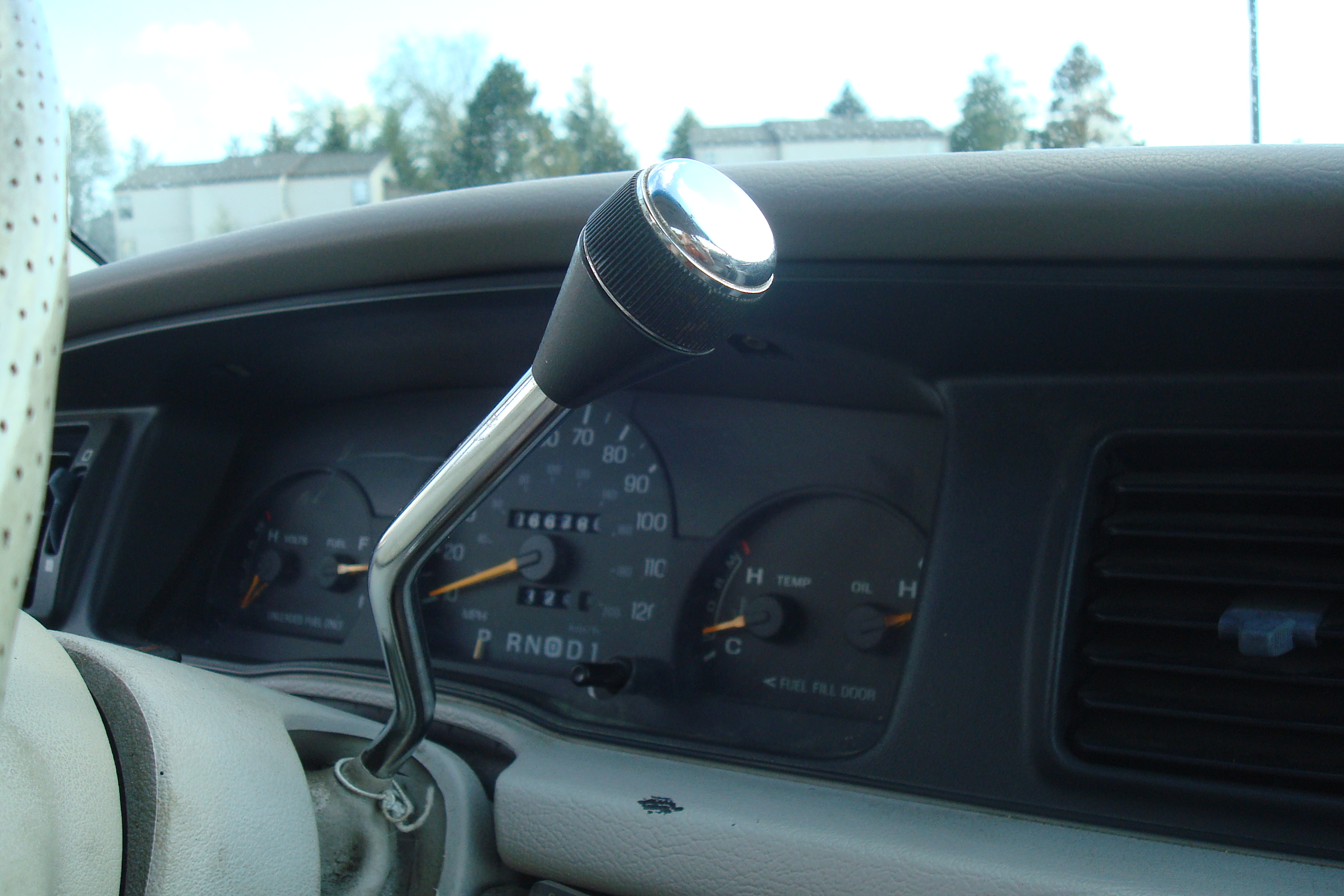
Alavanca de coluna em um Ford Crown Victoria.

As alavancas de câmbio são comumente encontradas entre os assentos dianteiros dos veículos, tanto no console central, no túnel de transmissão ou diretamente no assoalho. Alguns veículos têm a alavanca montada na coluna de direção - este padrão foi muito comum em veículos destinados ao mercado dos Estados Unidos, cuja vantagem principal era permitir um assento central inteiriço. Embora esse tipo de arranjo tenha caído em desuso, ainda pode ser encontrado no mercado americano em picapes, vans, veículos de emergência e grandes sedãs americanos.
Em alguns veículos esportivos modernos, a alavanca de câmbio foi substituída por minialavancas denominadas em inglês shift paddles (e popularmente denominadas "borboletas") localizadas atrás do volante, que perderam seletores elétricos em vez de uma ligação mecânica à transmissão, montadas dos dois lados da coluna de direção, com uma delas aumentando as marchas e a outra as reduzindo. Os carros da Fórmula 1 costumavam ocultar a alavanca de câmbio atrás do volante, em meio à estrutura frontal (o "bico") antes da prática atual, que se vale de um volante removível com as alavancas do tipo "borboleta".

## As posições de troca de marchas

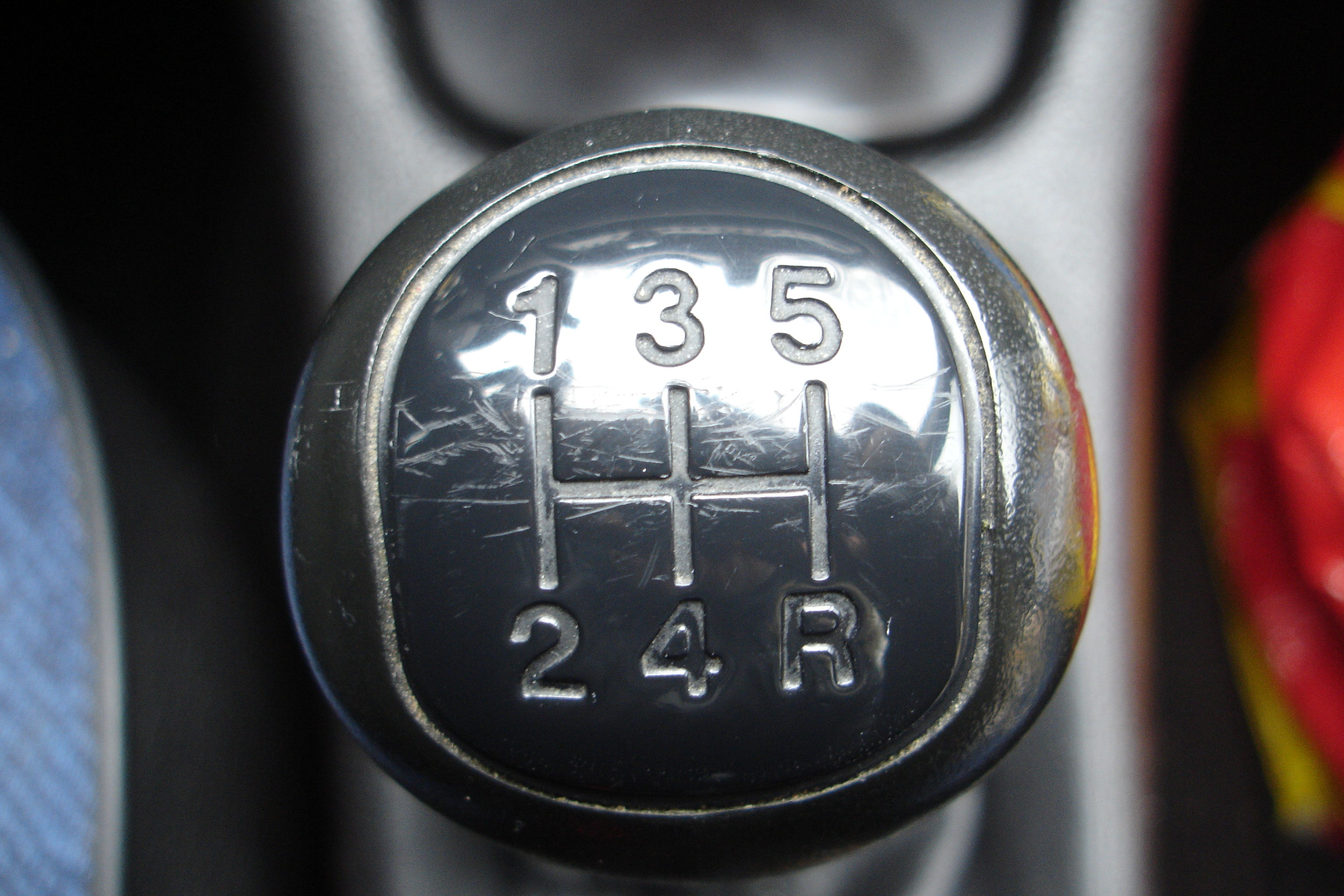
O pomo do câmbio mostra ao motorista a posição de cada uma das marchas.

O pomo - ou manopla - de câmbio normalmente indica, através de um diagrama o padrão de posição de mudança de marchas do veículo, isto é, as posições nas quais a alavanca deve ser movida para selecionar cada uma das marchas à frente e a ré são do mesmo padrão; em alguns veículos com transmissão automática pode incorporar um seletor para modos especiais, tais como o esportivo. Tanto um quanto outro também podem ser encontrados no console.
Os motoristas em aprendizagem são ensinados a movimentar a alavanca lateralmente antes de dar a partida no motor para confirmar que a transmissão manual esteja em ponto-morto, à medida que dar a partida com o veículo engatado e sem o pé na embreagem o fará movimentar-se com força para a frente,o que pode ser perigoso e causar acidentes). Alguns carros exigem que se pise o pedal da embreagem para dar a partida no motor, pela mesma razão. Esta última prática também é útil em condições de frio extremo ou com a bateria fraca, pois evita que o motor de partida funcione com a caixa de mudanças gelada e com óleo altamente viscoso.
Muitos veículos com transmissão automática possuem controles adicionais na alavanca de câmbio ou próximos a ela, que modificam as seleções das marchas feitas pelo sistema de transmissão, dependendo da rotação do motor e da velocidade; como por exemplo, a existência dos modos esportivo e/ou econômico que, grosso modo, realizam a troca das marchas em rotações mais altas ou baixas.

## Marchas reduzidas
Em alguns veículos com tração integral para uso fora-de-estrada pode haver uma alavanca de câmbio secundária que engata marchas reduzidas, utilizadas para trafegar em terrenos difíceis. Além disso, há outras alavancas que podem mudar a tração de traseira para integral ou engatar diferenciais; todavia, estas, não são alavancas de câmbio.

## Posicionamento das marchas

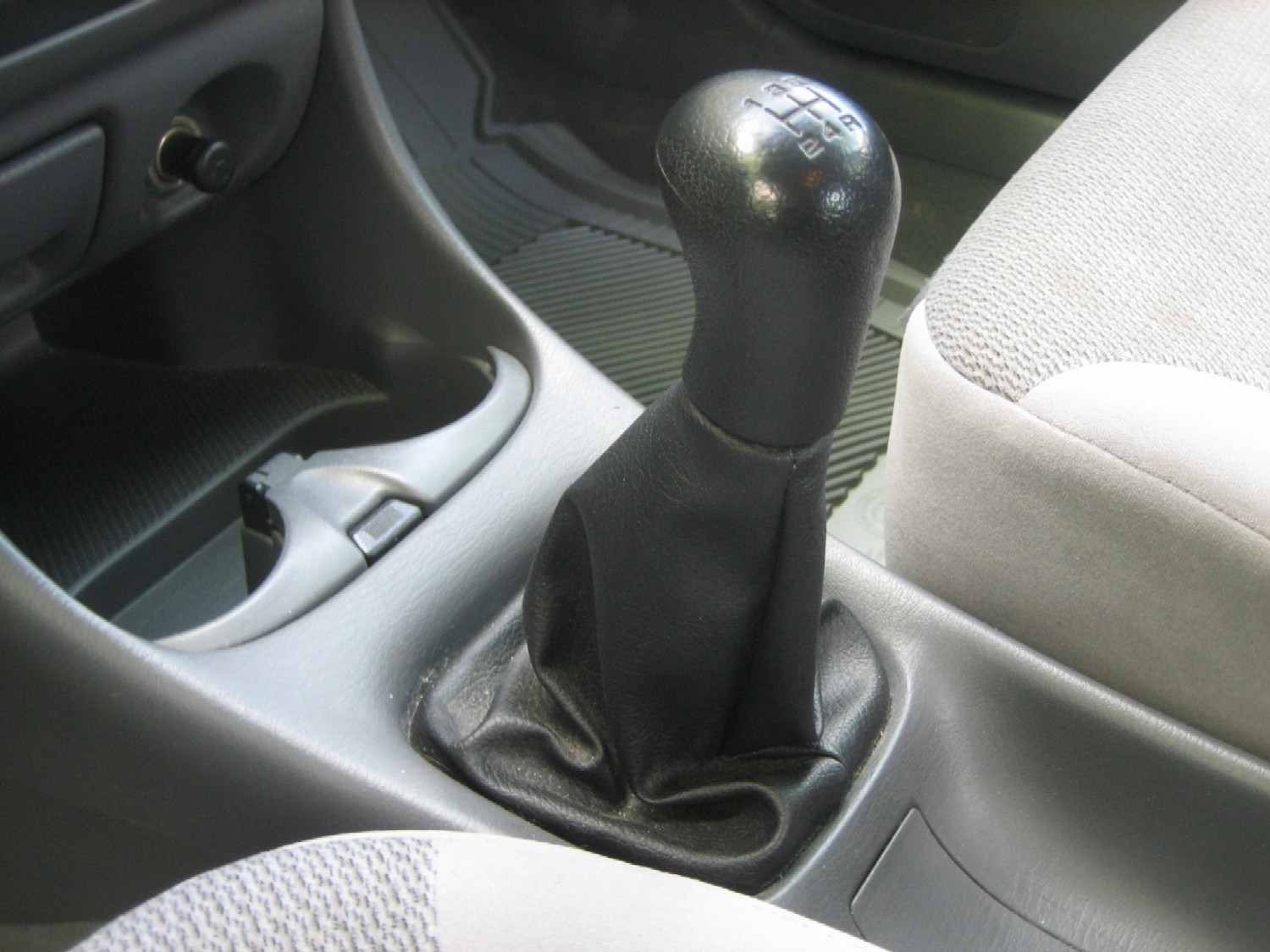
Posicionamento de um câmbio manual de cinco marchas.

O posicionamento das marchas refere-se ao seu layout. Em uma transmissão manual típica, a primeira marcha localiza-se no canto superior esquerdo à frente, mas em vários veículos pesados e em carros de corrida, esta pode se encontrar no canto inferior esquerdo para trás. A posição da marcha a ré é escolhida de forma a evitar o seu acionamento acidental.

### Transmissão manual

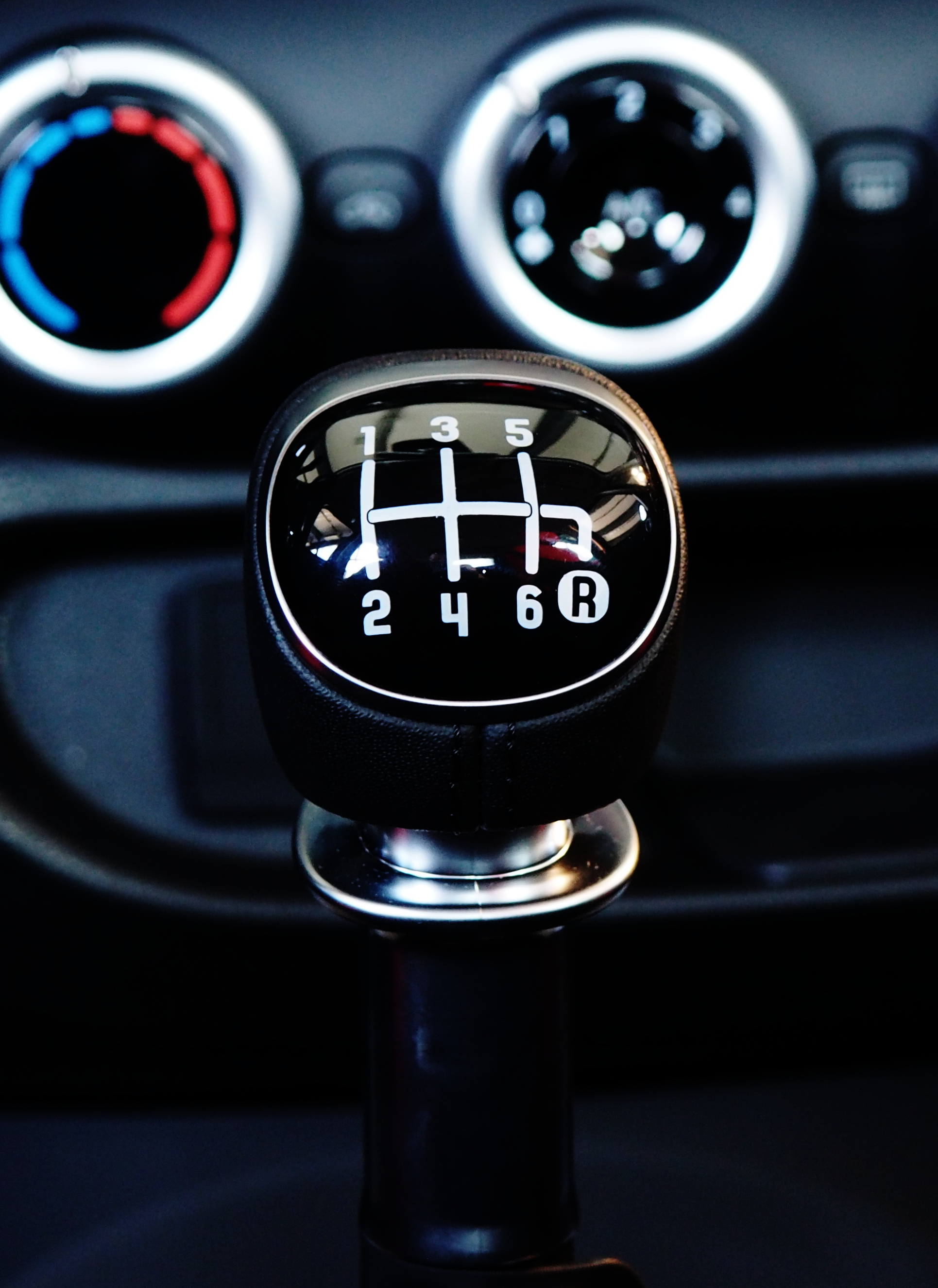
O câmbio manual de um Fiat 500L com seis marchas.

Um veículo com transmissão manual típica com, por exemplo, cinco marchas, terá assim sete posições possíveis: cinco marchas à frente, uma marcha a ré e o ponto morto. Alguns veículos possuem um botão ou anel que impede o acionamento acidental da marcha a ré. Outros exigem que um anel ou alavanca seja levantado ou pressionado para baixo ou movido com mais força para o engate da marcha a ré. Em transmissões nas quais a ré se localize imediatamente abaixo da 5ª marcha pode haver mecanismos de bloqueio que impeçam o acionamento direto que não seja a partir do ponto morto..
| Layout | Descrição |
| ------ | --- |
|        | Este padrão é o mais comum para as transmissões manuais de cinco marchas. Este layout é razoavelmente intuitivo porque começa na parte superior esquerda, indo da esquerda para a direita e de cima para baixo, com a ré no final da sequência e em direção à traseira do veículo. |
|        | Este tipo é outro padrão de cinco marchas, normalmente encontrado em várias marcas: Saab, BMW, alguns Audi, Volvo, Volkswagen, Škoda, Opel, Hyundai, Chevrolet, na maioria dos Renault, etc. |
|        | Este padrão é encontrado em veículos antigos com três marchas e em parte dos carros de corrida. Seu uso foi comum em carros de corrida e esportivos, mas diminuiu com o advento e a popularização dos câmbios de seis marchas e sequenciais. A primeira marcha separada era benéfica no sentido de ser usada somente para colocar o veículo em movimento e permitir o alinhamento da segunda e da terceira marchas, permitindo a troca direta e rápida entre as duas. Também ocorre em veículos pesados cuja primeira marcha possui uma relação extrabaixa utilizada somente para partidas em condições extremas e com pouco uso na direção normal. É usada em alguns Porsches, tem o nome de "dog leg", do inglês pata de cachorro. |
|        | Este tipo é típico para câmbios de seis marchas, normalmente o máximo para transmissões comuns, embora caminhões e outros veículos especiais possuam transmissões com marchas reduzidas ou multiplicadas com oito, 16 e até 20 marchas. Carros com transmissão manual e mais de seis marchas são raros, embora existam, tais como o Porsche 911, equipado com câmbio de 7 marchas. |
|        | Padrão para veículos de quatro marchas. |
|        | Padrão para veículos com três marchas. |
|        | Câmbio para veículos de quatro marchas com alavanca na coluna de direção. |

### Transmissão automática

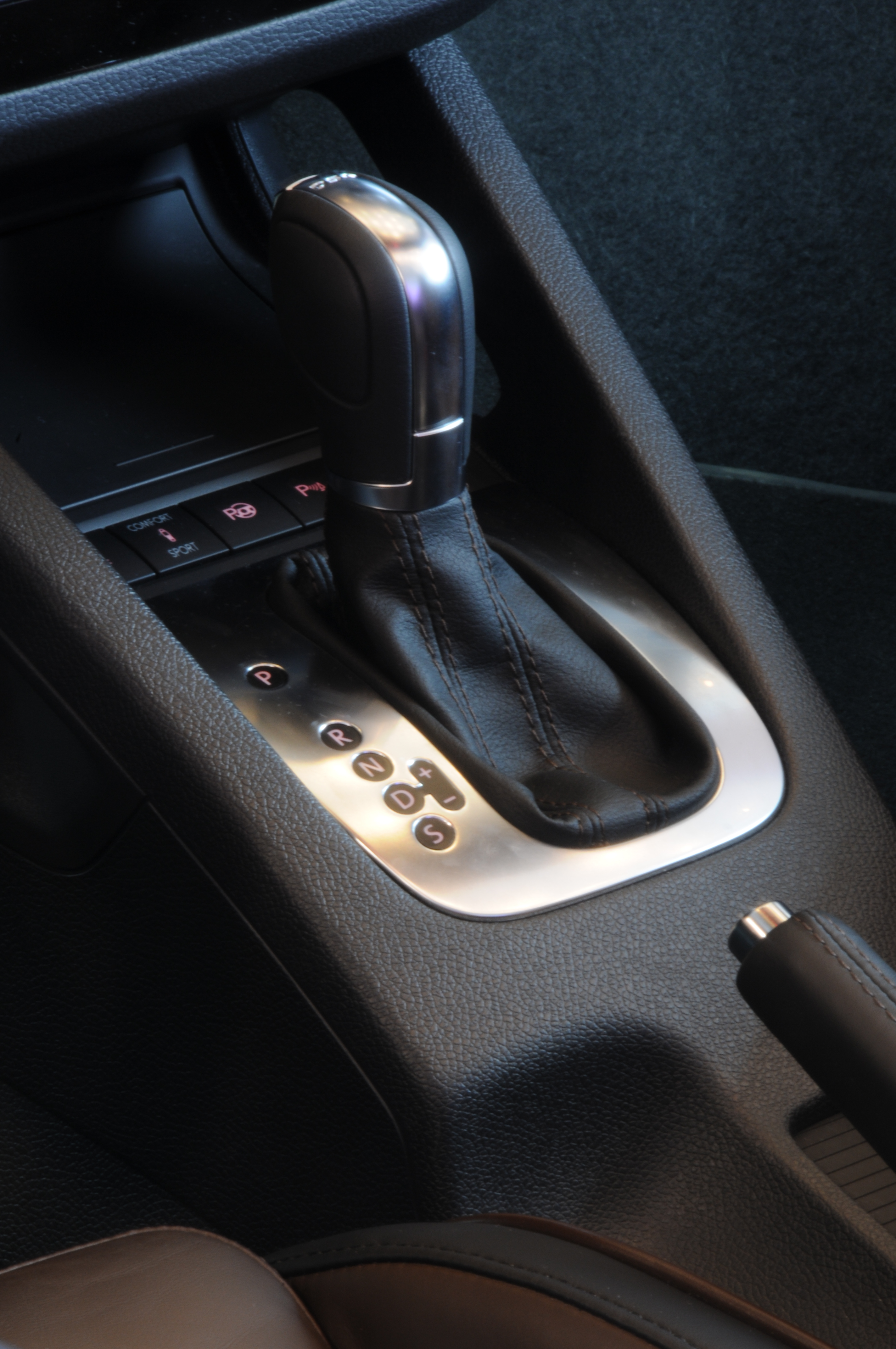
Alavanca de um modelo Volkswagen com transmissão automática e opção de troca sequencial de marchas.

As transmissões automáticas tradicionalmente têm as posições de seleção de marcha em linha, adotando a sequência clássica P-R-N-D, com "P" à frente, na posição mais elevada (ou colocada na posição mais à esquerda em uma alavanca posicionada na coluna); as posições de marcha são as seguintes:
- P = Park - a transmissão permanece mecanicamente travada na posição para estacionamento (parking);
- R = Reverse - seleciona a marcha a ré;
- N = Neutral - não há transmissão de movimento às rodas com o motor em funcionamento ("ponto-morto");
- D = Drive - movimento à frente com operação automática completa para todas as marchas.

Todos os veículos com transmissão automática usam algum tipo de seleção manual de marchas, com posições numeradas em ordem descendente para baixo (ou para a direita) da posição "D", cuja função é impedir que a transmissão mude a marcha para posição acima da selecionada, mas mantendo a operação automática regular para todas as marchas inferiores àquela. Tais posições podem aparecer de algumas formas, tais como "P-R-N-D-3-2-1" por exemplo. Em alguns veículos (principalmente os de origem japonesa, tais como Honda, Toyota e Lexus) essas posições numeradas são substituídas por uma denominada "L" (Low, "inferior"), que manterá a transmissão na posição mais baixa requerida para subir aclives acentuados ou para aceleração pesada.

## Manoplas de câmbio
A manopla de câmbio, também conhecida como pomo de câmbio, é a interface física entre a transmissão manual e a mão do condutor. Os materiais de sua composição são variados, indo dos plásticos mais simples a variados metais, em variados pesos e formatos, com designs tradicionalmente esféricos ou semiesféricos a outros muito mais variados.
A principal função da manopla de câmbio é ser a interface ergonômica entre o condutor e a a alavanca de transmissão manual. Nos últimos anos, os fabricantes aumentaram a variedade de manoplas de câmbio disponíveis aos consumidores, indo dos plásticos baratos até materiais compostos de metais e pedras preciosas.

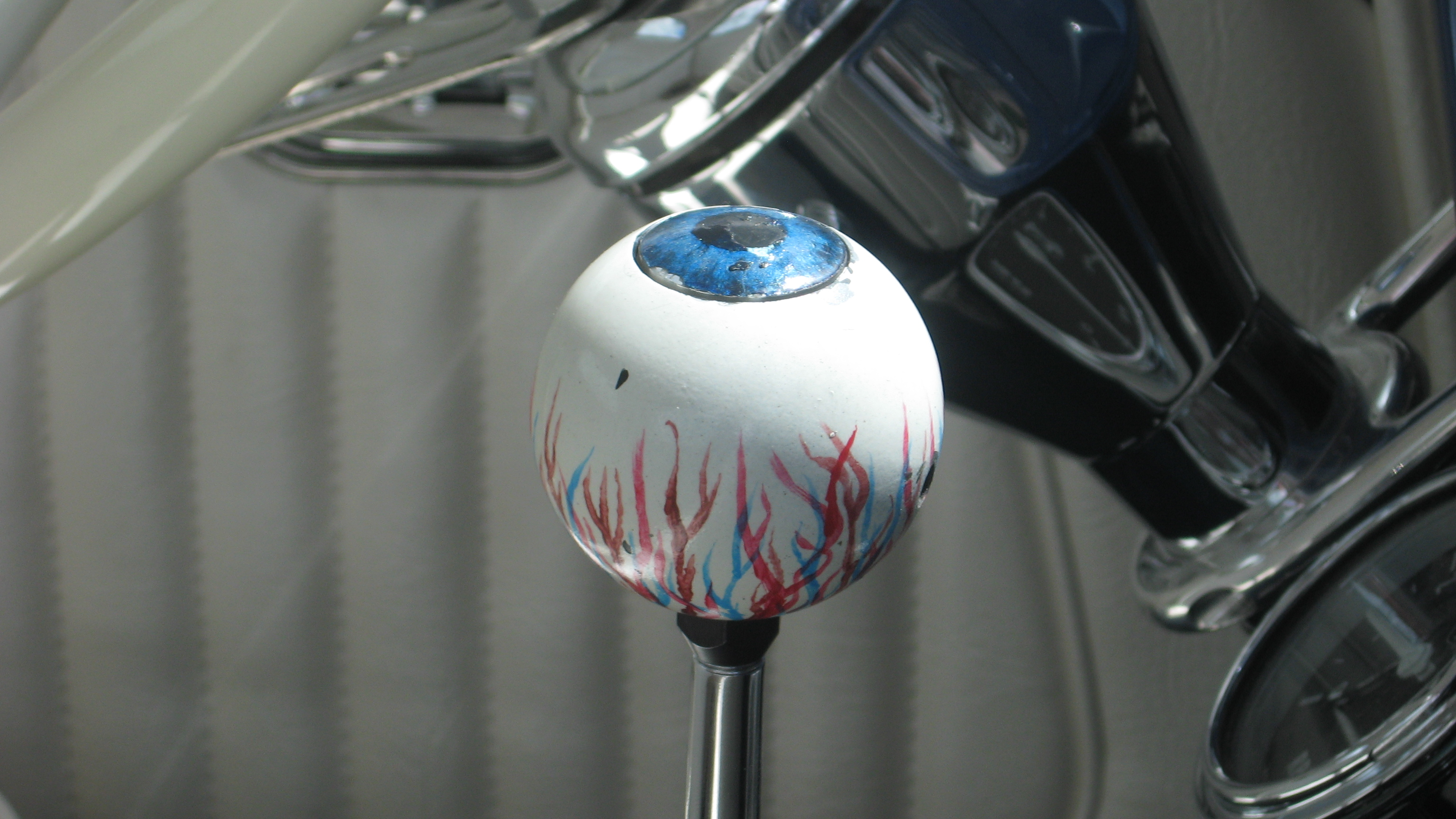
Pomo de câmbio personalizado, típico da década de 1960.
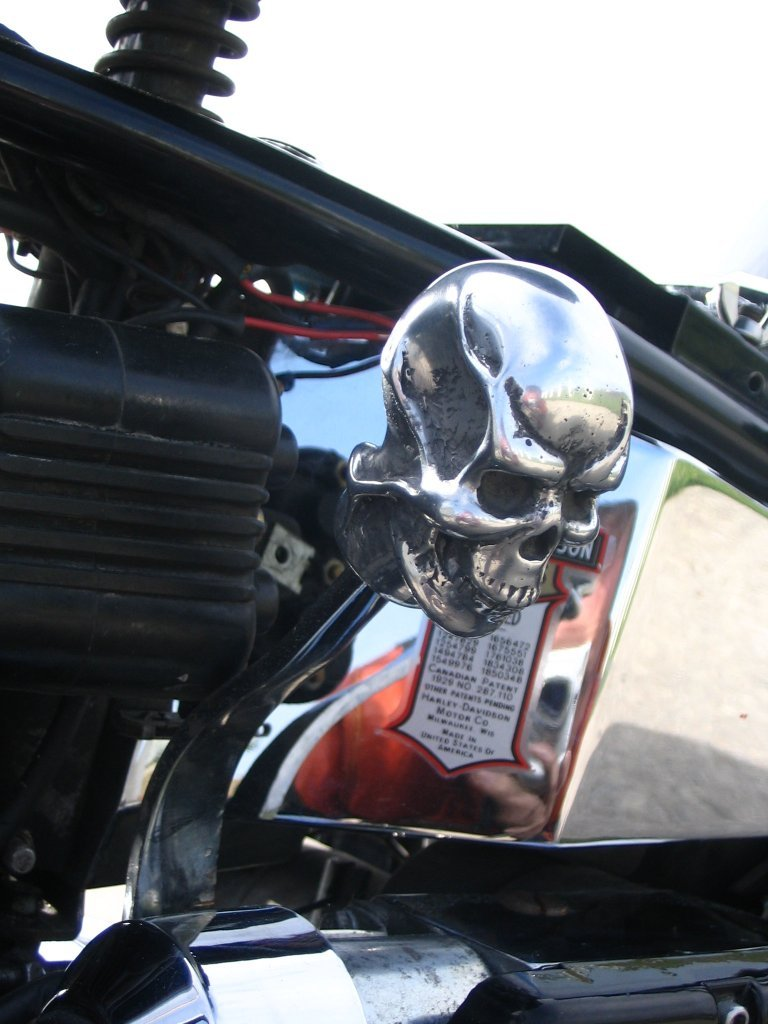
Pomos de câmbio personalizados podem ser encontrados em vários tipos de veículos.